# Nototriton barbouri
Nototriton barbouri är en groddjursart som först beskrevs av Schmidt 1936.  Nototriton barbouri ingår i släktet Nototriton och familjen lunglösa salamandrar. IUCN kategoriserar arten globalt som starkt hotad. Inga underarter finns listade i Catalogue of Life.